# Valérie Zenatti

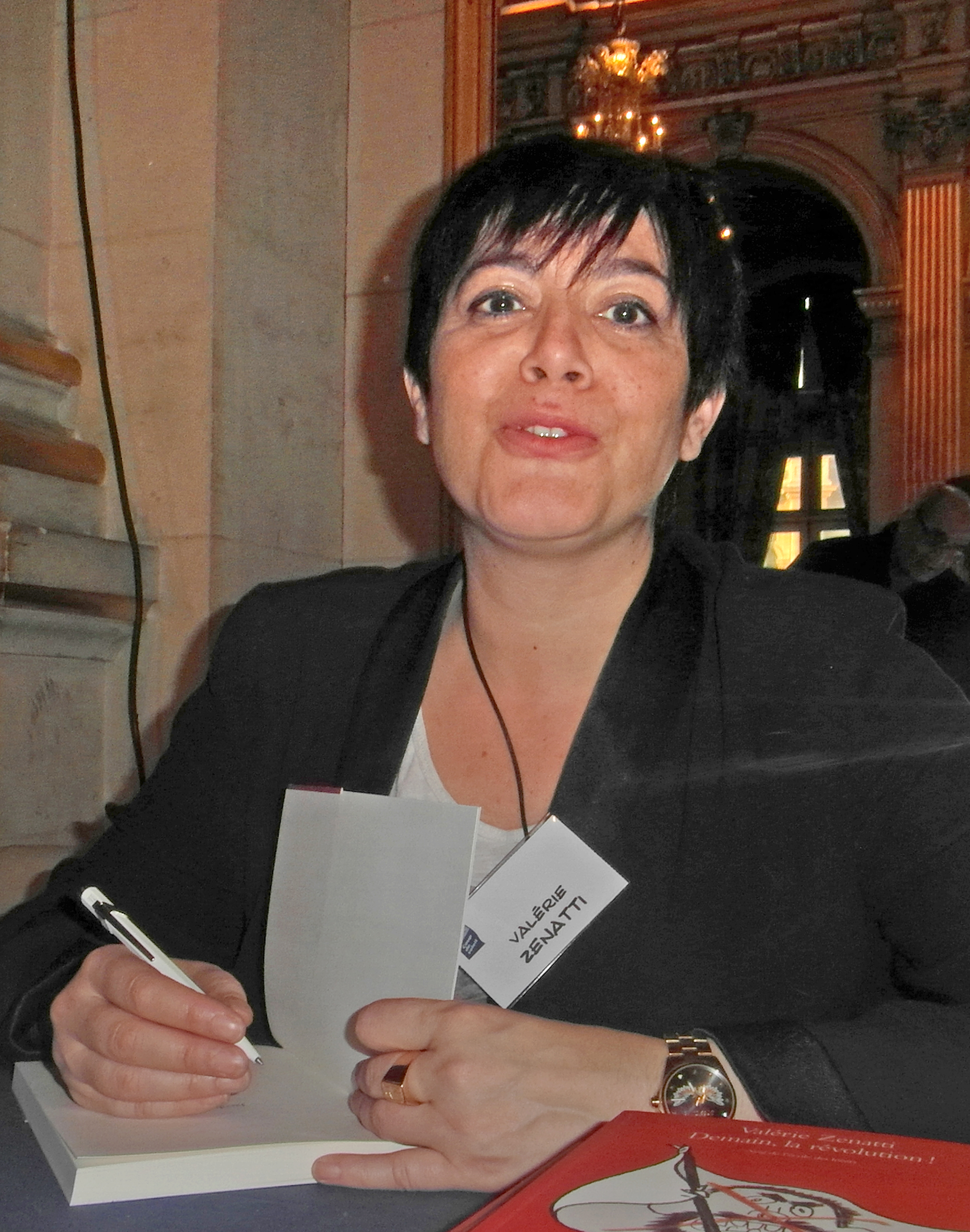
Valérie Zenatti (2015)

Valérie Zenatti (geboren am 1. April 1970 in Nizza) ist eine französisch-israelische Schriftstellerin.

## Leben und Wirken
Im Alter von 13 Jahren übersiedelte Valérie Zenatti mit ihren Eltern nach Beʾer Scheva (Israel). Mit 18 Jahren leistete sie ihren Militärdienst. Ihre Erfahrungen damit verarbeitete sie in dem Buch Quand j'étais soldate. Zurückgekehrt nach Frankreich, arbeitete sie nacheinander als Au-pair-Mädchen, Verkäuferin, Journalistin und Hebräisch-Lehrerin. Heute lebt Valérie Zenatti mit ihrer Tochter und ihrem Sohn in Paris, widmet sich als Übersetzerin dem Werk von Aharon Appelfeld und schreibt Bücher für Kinder und Jugendliche.

## Auszeichnungen
- 2006: JuBu Buch des Monats Mai für den Roman Leihst du mir deinen Blick
- 2006: Mildred L. Batchelder Award für den Roman When I was a soldier
- 2009: Sydney Taylor Book Award für den Roman A bottle in the Gaza Sea
- 2009: Kröte des Monats Januar für  Leihst du mir deinen Blick
- 2015: Prix Méditerranée und Prix du Livre Inter für den Roman Jacob, Jacob

## Werke (Auswahl)
- Fais pas le clown, papa! École des Loisirs, Paris 2001 ISBN 2-211-06840-5
- Quand j'étais soldate. École des Loisirs, Paris 2002 ISBN  2-211-06108-7
- Demain, la révolution! École des Loisirs, Paris 2004 ISBN 2-211-06731-X
- Une Bouteille dans la mer de Gaza. École de Loisirs, Paris 2005 ISBN 2-211-07275-5
  - Leihst du mir deinen Blick. Eine E-Mail-Freundschaft zwischen Jerusalem und Gaza. Übersetzung Bernadette Ott. Dressler, Hamburg 2006 ISBN 3-7915-2579-4
- Jacob, Jacob. Points Seuil, 2016
  - Jacob, Jacob : Roman. Übers. Patricia Klobusiczky. Schöffling, Frankfurt am Main 2017 ISBN 978-3-89561-462-0
- Im Bund der Lebenden. Stuttgart 2021 (Original Dans le faisceau des vivants, 2019)

## Verfilmungen
- Thierry Binisti (Regie): Une bouteille dans la mer de Gaza. Kanada 2012 (nach dem gleichnamigen Roman)